# Ivano-Fracena
Ivano-Fracena és un antic municipi italià, dins de la província de Trento. L'any 2007 tenia 290 habitants. Limitava amb els municipis d'Ospedaletto, Pieve Tesino, Strigno i Villa Agnedo.
L'1 de juliol 2016 es va unir al recentment creat municipi de Castel Ivano, del qual actualment és una frazione.

## Administració
| Període | Identitat          | Partit        |
| ------- | ------------------ | ------------- |
| 2008-   | Maurizio Pasquazzo | Llista cívica |